# Toon Slurink
Antonie (Toon) Slurink (Zwartsluis, 2 augustus 1916 – Woeste Hoeve, 8 maart 1945) was een Nederlandse verzetsstrijder in de Tweede Wereldoorlog. Hij bood hulp aan onderduikers en was redactielid van de illegale krant Strijdend Nederland. Hij viel in Duitse handen en werd gefusilleerd bij Woeste Hoeve.

## Levensloop
Slurink groeide op in een groot gereformeerd gezin in Zwartsluis. Vader Slurink moest niets van het nationaalsocialisme hebben, maar kon weinig doen omdat hij zelf hartpatiënt was.
De Slurinks verspreidde in 1941 al Vrij Nederland. Die kregen ze via Arie Stoppelenburg. Stoppelenburg en verschillende medewerkers vielen door het verraad van Anton van der Waals in Duitse handen. Ook drie broers van Slurink werden in juni 1941 gearresteerd. Herman Slurink nam alle schuld op zich, waardoor twee broers vrij kwamen, maar hijzelf de rest van de oorlog  in gevangenschap doorbracht.
Toon Slurink zat zelf in het eerste oorlogsjaar drie maanden vast wegens verzetsactiviteiten. Dat weerhield hem er niet van om het verzetswerk voort te zetten. Hij raakte betrokken bij de Landelijke Organisatie voor Hulp aan Onderduikers en bood hulp aan onderduikers en politieke gevangenen. Hij zette zijn eigen zus Lies in als koerierster. In 1942 begon hij met het uitgeven van het illegale blad God zal het doen gelukken. Het blad werd gestencild en verscheen in een oplage van ongeveer honderd exemplaren. Vanuit een "anti-revolutionaire geest" probeerde Slurink voorlichting te geven over arbeidsdienst en andere actuele problemen.
Halverwege 1943 stopte hij met het blad God zal het doen gelukken en maakte de overstap naar de redactie van Strijdend Nederland. Hij deed dat samen met Arend Scholten en Gerard Spanhaak. Slurink zorgde voor het technische deel. In  de nacht van 31 januari op 1 februari 1944 werd Scholten gearresteerd met een aantal andere medewerkers van de krant. Er werd in aller haast een krant gedrukt om Scholten in ieder geval te ontlasten. Slurink zette het werk samen met Wolter van de Kamp en de gemeente-ambtenaren Jacob de Goede en P. Schaart voort. Later voegde Spanhaak en, na zijn vrijlating, Scholten zich weer bij het gezelschap.
Slurink werd op 5 januari 1945 gearresteerd toen hij de bakkerij van verzetsman Hilbert van Dijk bezocht. Hij kwam vragen of de oudste zoon van het gezin voor hem groente wilde halen in IJsselmuiden. Dat was voor Slurink zelf te gevaarlijk vanwege een controlepost op weg daarnaar toe. De Landwacht was echter net bezig met een huiszoeking. Slurink werd meegenomen en vastgezet in het Huis van Bewaring in Zwolle.
Een aantal verzetsmensen nam in de nacht van 6 op 7 maart 1945 nabij Woeste Hoeve een Duitse auto onder vuur, waar Hanns Albin Rauter, het Duitse hoofd van de politie in Nederland, in bleek te zitten. Rauter raakte daarbij zwaargewond, maar overleefde het incident. Als wraakmaatregel werden de dag daarna 117 verzetsmensen, waaronder Slurink, geëxecuteerd. Een van de andere slachtoffers was Jacob de Goede. Hij was op 20 januari 1945 op heterdaad betrapt toen hij met Schaart Strijdend Nederland aan het stencilen was. Na de oorlog werden beiden verzetsmannen herbegraven in Zwartsluis.

## Postuum
Op 8 maart 2020, precies 75 jaar na Slurinks overlijden, is het de bedoeling dat er een Stolperstein wordt gelegd voor zijn huis aan de Marktgang in Kampen.